# Albert Lautman
Albert Lautman (* 8. Februar 1908 in Paris; † 1. August 1944 in Martignas-sur-Jalle bei Bordeaux) war ein französischer Mathematiker und Philosoph, der als Mitglied des französischen Widerstands von den Deutschen erschossen wurde.

## Leben und Werk
Lautman besuchte in Paris das Lycée Condorcet, wo er mit Jacques Herbrand Freundschaft schloss, und ab 1926 die École normale supérieure. Hier befasste er sich mit mathematischer Logik, besuchte aber auch einen Offizierslehrgang. Anschließend verbrachte er einige Monate in Berlin und Wien. Nach der Zulassung zum Gymnasialdienst (Agrégation) und dem Militärdienst heiratete er und zog für zwei Jahre nach Japan, wo er in Osaka französische Literatur und Philosophie unterrichtete. Wieder zurück, besuchte er neben seiner Unterrichtstätigkeit in Vesoul und Chartres die Seminare von Gaston Julia.
Als Jude durch die Entwicklung in Deutschland beunruhigt, ließ er sich noch vor Kriegsbeginn als Offizier rekrutieren. Bei Kriegsausbruch wurde er Kapitän einer Batterie. Nach mehreren Flugzeugabschüssen geriet er in Gefangenschaft und wurde in ein Lager in Schlesien (Hoyerswerda) gebracht. Im Oktober 1941 schaffte er es mit einigen anderen, durch einen im Lauf von acht Monaten gegrabenen 80 m langen Tunnel zu fliehen und sich in die freie Zone Frankreichs durchzuschlagen. Hier schloss er sich dem Widerstand an, wurde Verantwortlicher für das Département Haute-Garonne und half vielen Widerstandskämpfern, Juden und Fliegern der Alliierten beim Grenzübergang nach Spanien. Als er sich zur Vorbereitung der Landung der Alliierten einem Freikorps anschließen wollte, wurde er am 15. Mai 1944 verhaftet und am 1. August mit 49 anderen erschossen.
Lautman unternahm eine philosophische Deutung der Mathematik seiner Zeit, wobei er gegen den logischen Empirismus des Wiener Kreises ebenso wie gegen den verbreiteten Intuitionismus und Konstruktivismus Stellung bezog. Mathematische Aussagen bezeichnen für ihn eine Realität sui generis, die letztlich auf dialektische Ideen zurückgeht – widersprüchliche Grundverhältnisse, die aber im Lauf der Entwicklung der mathematischen Theorien immer besser beschrieben werden können. Lautman verteidigte so einen dynamisierten mathematischen Platonismus.
Sein Werk wurde vor allem von Gilles Deleuze (in Differenz und Wiederholung) und Alain Badiou (Das Sein und das Ereignis) rezipiert.

## Schriften
- Essai sur les notions de structure et d’existence en mathématiques (Hauptarbeit zur Erlangung des Doktors der Philosophie, Paris 1937)
- Essai sur l’unité des sciences mathématiques dans leur developpement actuel (Ergänzungsarbeit dazu, Paris 1937)
- Nouvelles recherches sur la structure dialectique des mathématiques, Paris 1939
- Symétrie et dissymétrie en mathématiques et en physique, Paris 1946
- Le problème du temps, Paris 1946
- Mathématiques et réalité, 1935
- De la réalité inhérente aux théories mathématiques, 1937
- L’axiomatique et la méthode de division, 1937
- Considérations sur la logique mathématique, 1933

## Ausgaben
- Essai sur l’unité des mathématiques et divers écrits, Paris: Union générale d’éditions 1977
- Les mathématiques, les idées et le réel physique, Paris: Vrin 2006

(Beide Ausgaben enthalten sämtliche oben genannten Texte, der jüngere Band zusätzlich einen Kongressbericht Lautmans und einen Briefwechsel mit Maurice Fréchet, daneben aktualisierte Einleitungen, Bibliographien und Register.)